# Honda VFR 750 F
Die VFR 750 F ist ein Sporttourer des japanischen Motorradherstellers Honda. Das von 1985 bis 1997 in mehreren Modellvarianten angebotene Fahrzeug hat einen V-Motor mit vier Zylindern und einen Hubraum von 750 cm³. 1998 wurde es durch die Honda VFR 800 FI abgelöst.
Die VFR 750 F erreicht in allen Modellreihen außergewöhnlich hohe Laufleistungen, deutlich mehr als 100.000 Kilometer sind eher die Regel als die Ausnahme. Auch deshalb und wegen der auffällig soliden Verarbeitung sind die VFR-Modelle auf dem Gebrauchtmarkt gesuchte Fahrzeuge.

## Geschichte

### 1985–1987: RC 24/I

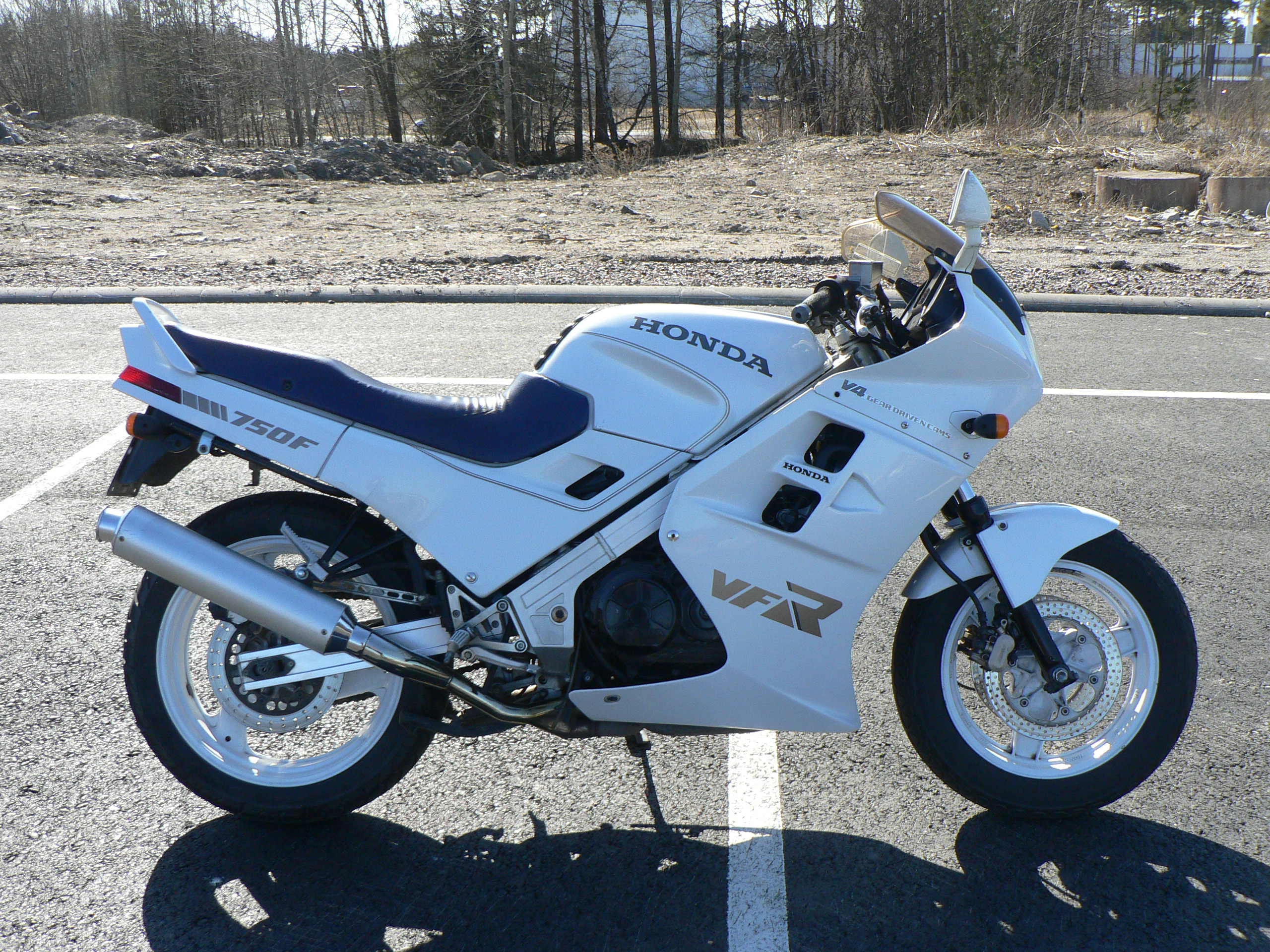
Honda VFR 750 F, Modell RC 24/I, Baujahr 1987

Im Spätsommer 1985 präsentierte Honda mit der VFR 750 F ein völlig neuentwickeltes Modell. Auch der Motor war neu konstruiert. Das Motorrad hatte eine windschlüpfige Vollverkleidung und einen Leichtmetallbrückenrahmen. Es war Nachfolger der VF 750 F und als Alternative zur Suzuki GSX-R 750 gedacht.
Anders als beim Vorgänger hatte der V4-Motor der VFR 750 F einen Hubzapfen-Versatz von 180 Grad statt Null Grad. Bei der Kurbelwelle gelang es 400 Gramm einzusparen. Auch die Zylinderköpfe waren neu entworfen. Die Keihin-Vergaser wurden in einer strömungstechnisch günstigeren Lage angeordnet. Für den Ventiltrieb verwendete man Einzelschlepphebel. Die Nockenwellen wurden über Zahnräder angetrieben. Insgesamt war der Motor um 1,2 kg leichter als der des Vorgängermodells. Zur Verbesserung des Ölkreislaufes wurden je eine Ölpumpe vor und nach dem Ölkühler eingesetzt. Damit konnte die Öltemperatur um rund 20 % reduziert und eine Schaumbildung vermieden werden. Als Auspuffanlage diente ein 4-in-2-System. Gegenüber dem Vorgängermodell wurde auch die Zündfolge verändert.
Aufbauend auf den Erfahrungen der Rennmaschine RVF 750 wurde der Rahmen als eine Aluminium-Brückenkonstruktion aus Strangpressprofilen ausgeführt. Auch der Steuerkopf und die Motoraufnahmen waren aus Leichtmetall. Das Rahmenheck bestand aus Stahlrohr.
Durch die Drei-Speichen-Gussräder konnte das Gewicht gegenüber dem Vorgänger um 2,6 kg verringert werden. Auch die Bremsanlage wurde verbessert und erleichtert. Die schwimmend gelagerten Bremszangen der Scheibenbremsen mit Doppelkolben-Bremsanlage erhielten eine neue Form und wurden neu berechnet. Die Bremsscheiben waren direkt auf die Gussräder geschraubt und zur Gewichtsersparnis und besserem "Nassbremsverhalten" gelocht.
Die Sitzposition war sportlich entspannt. Damit war das Motorrad sowohl geeignet für längere Touren, als auch für Fahrten über kurvige Landstraßen. Verglichen mit anderen Motorrädern der 750er-Klasse hatte die VFR 750 F ein gutes und sicheres Kurvenhandling. Auch bei schneller Fahrt auf weniger guten Straßen waren Nervosität des Fahrwerkes oder Lenkerpendeln nicht festzustellen.
In der Zeitschrift Motorrad erreichte die VFR 750 F regelmäßig Testsiege, nicht weil sie die schnellste war, sondern weil das Gesamtpaket überzeugte.

### 1986: VFR 750 RK - NF1
Kurz nach der neuen VFR wurde von der Honda Racing Corporation (HRC) ein Umrüstkit angeboten, womit die Motorleistung für Rennsporteinsatz auf 92 kW (125 PS) bei 12.000/min gesteigert wurde. Hubraum und Verdichtungsverhältnis blieben unverändert, während andere Vergaser, Zylinderköpfe und spezielle Nockenwellen sowie eine andere Getriebeabstufung den Rennsporteinsatz unterstützten. Weitere Änderungen umfassten den Auspuff, die Handbremspumpe, Bedienelemente, Getriebeabstufung sowie die Gabel und den Heckstoßdämpfer.

### 1988–1989: RC 24/II
1988 erfolgten durch Honda im Rahmen von Modellpflegemaßnahmen weitere Verbesserungen am Motorrad. So wurde das Standrohr der vorderen Gabel auf 41 mm vergrößert. Beim Anti-Dive-System TRAC entfernte man die Einstellmöglichkeit. Zur Verbesserung der Bremsen setzte man größere Bremsscheiben am Vorderrad ein. Bei den Rädern wechselte man von 16/18-Rädern zu 17 Zoll am Vorder- und Hinterrad. Zur Verbesserung des Windschutzes wurde eine höhere und verstellbare Verkleidungscheibe montiert.
Auch der Motor erfuhr einige Modifikationen. So wurden die Einlassventile verändert und der Luftdurchlass des Vergasers vergrößert. Im Gegensatz zu den früheren Modellen mit V4-Motor erreichten die Modelle problemlos Laufleistungen von 70.000 Kilometer und mehr.
Im Zeitraum zwischen 1986 und 1989 wurden in Deutschland 4458 VFR 750 F verkauft.

### 1990–1993: RC 36/I

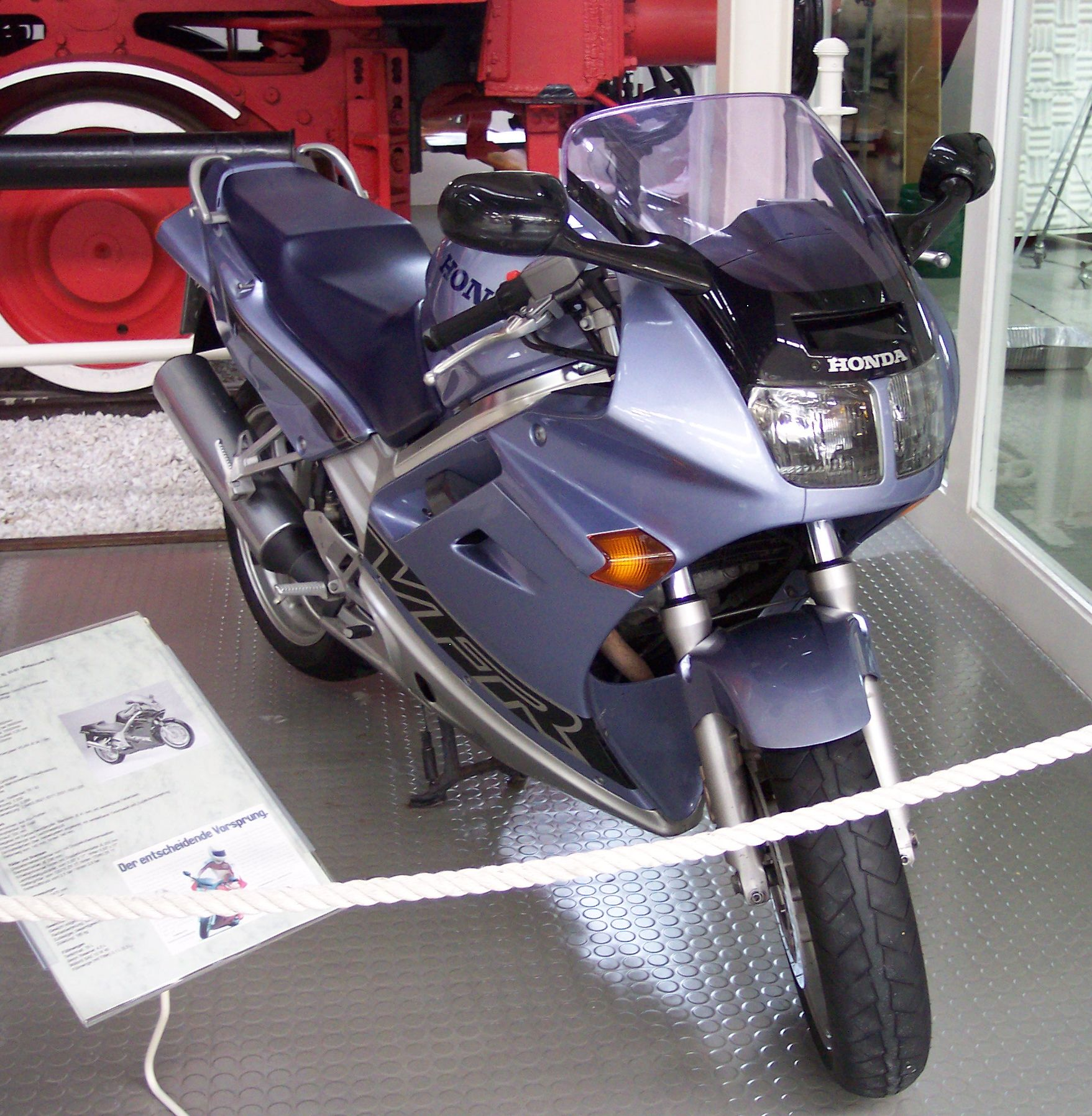
Honda VFR 750 F, Modell RC 36/I

Das Nachfolgemodell der RC24 wurde im Herbst 1989 auf der Rennstrecke in Misano vorgestellt. Stilistisch wurde das neue Modell an die VFR 750 R angelehnt.
Der Motor hatte das gleiche Hub-Bohrungs-Verhältnis wie das Vorgängermodell. Durch schmalere Zylinderköpfe und einen auf 52 Grad vergrößerten Vergaserwinkel wurden die Einlaßkanäle steiler und gerader. Damit lehnte man sich auch konstruktiv an den Motor der RC 30 an. So hatte auch dieser Motor über Tassenstößel betätigte Ventile.
Durch eine größere Airbox verbesserte man den Durchzug der Maschine. Außerdem wurde die Höchstleistung nun schon bei 10.000 min−1 erreicht. Diese Abstimmung eignete sich besser für den Straßenbetrieb.
Die 40 mm kleineren Zylinderköpfe erlaubten es, das Triebwerk weiter vorn und tiefer zu platzieren. Dadurch konnte der Schwerpunkt niedriger gelegt werden. Zusammen mit dem kürzeren Radstand wurden noch bessere Handlingeigenschaften erreicht. Das rund 14 kg gegenüber der RC 24 schwerere Motorrad rollte auf wesentlich breiteren Hinterreifen. Dadurch wurden die Geradeauslaufeigenschaften trotz des verbesserten Handlings beibehalten. Es hatte nun 6-Speichen-Alumimiumfelgen mit U-Profil. Der Brückenrahmen bestand aus fünfeckigen Strangpressprofilen und war ebenfalls am Konstruktionsprinzip der RC30 orientiert. Das Hinterrad lief in einer gegossenen Einarmschwinge. Das Rad selber wurde über vier Schrauben gehalten.
Der hintere Bremssattel wurde an der Schwinge gelagert. Weiterhin setzte man die bisher schon bewährten Doppelkolben-Schwimmsattelbremsen ein. Die Bremsscheiben wurden starr befestigt. Auf ein Anti-Dive-System an der Telegabel wurde verzichtet. Durch eine verbesserte Hebelumlenkung erhöhte sich der Federweg am Hinterrad auf 130 mm.
Weitere Veränderungen am Modell betrafen einzelne Details. So wurde die Sitzposition komfortabler gestaltet und der mit einem Kugelgelenk wegklappbare Auspuff erleichterte den Aus- und Einbau des Hinterrades.
Im Einführungsjahr kostete die VFR 750 F rund 15.570 DM. Auch beim Modell RC 36/I waren, gute Pflege vorausgesetzt, Laufleistungen von über 100.000 Kilometern keine Seltenheit.

### 1994–1997: RC 36/II

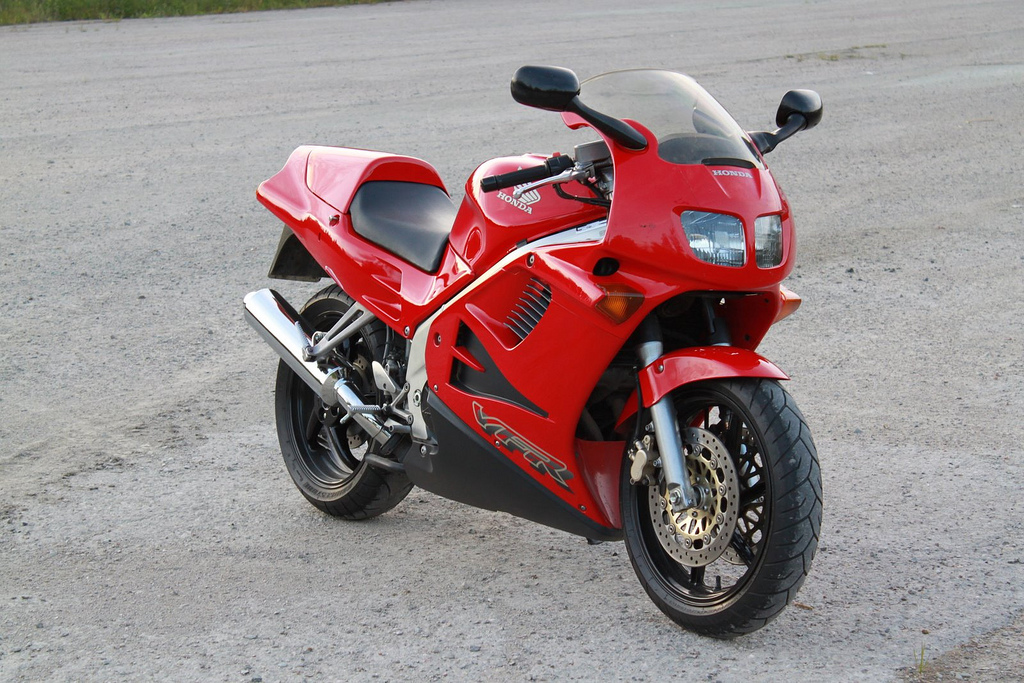
Honda VFR 750 F RC36_II in rot

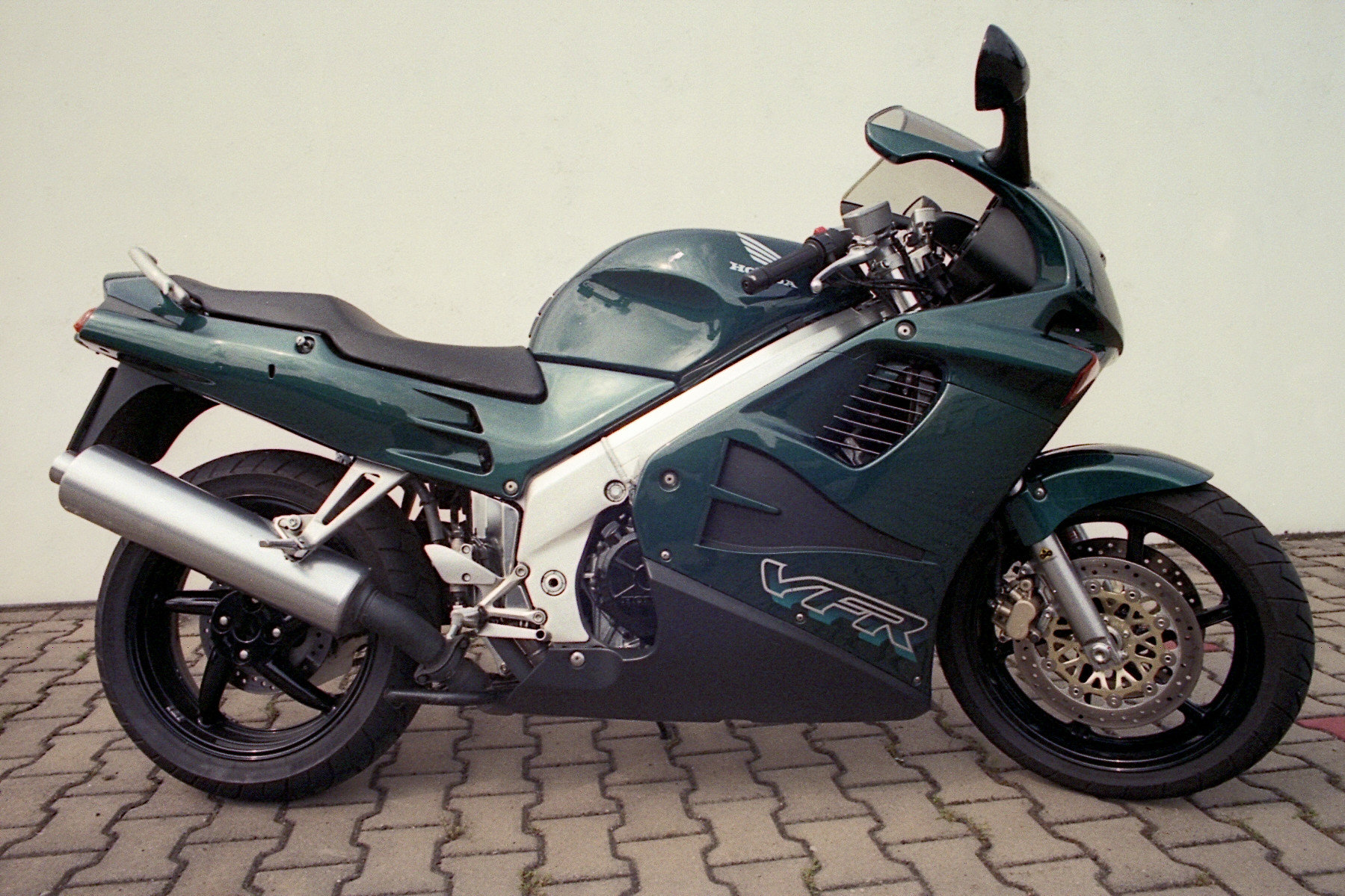
VFR 750 F RC36/II Seitenansicht

1994 erfolgte eine grundlegende Überarbeitung der VFR 750 F. Bei der Verkleidung und der Form der Scheinwerfer orientierte man sich an der Ovalkolbenmaschine Honda NR 750. Wichtigstes Ergebnis der Änderungen war die Gewichtsreduzierung um 10 kg. Das Cockpit bekam eine Leiterplatte, die eine Verkabelung der einzelnen Instrumente unnötig machte.
Die Vergaser erhielten Flachschieber und bei der Abgasanlage verzichtete man auf einen Sammler. Dafür wurde der Schalldämpfer voluminöser ausgeführt.
Auch die Leichtmetallräder wurden erleichtert, außerdem wurde die hintere Felge ein halbes Zoll schmaler ausgelegt. Die Bremsscheiben am Vorderrad waren nun schwimmend gelagert.
1998 wurde die VFR 750 F durch die VFR 800 FI mit 781 cm³ und Einspritzung abgelöst.

### Verkaufspreis Honda VFR 750 F, zwischen 1986 und 1994
- 1986 – 12.243 DM
- 1987 – 12.750 DM
- 1989 – 14.770 DM
- 01.01.1988 – 13.550 DM
- 20.09.1988 – 14.550 DM
- 05.10.1990 – 15.870 DM
- 30.09.1992 – 16.600 DM
- 01.01.1993 – 16.750 DM
- 01.10.1994 – 19.195 DM

## Technische Daten
| RC 24/I                                                                        | RC 24/II                                                                       | RC 36/I                                                                                   | RC 36/II                                                                                            |
| ------------------------------------------------------------------------------ | ------------------------------------------------------------------------------ | ----------------------------------------------------------------------------------------- | --------------------------------------------------------------------------------------------------- |
| 1985–1987                                                                      | 1988–1989                                                                      | 1990–1993                                                                                 | 1994–1997                                                                                           |
| Motor                                                                          |                                                                                |                                                                                           | |
| Wassergekühlter Vierzylinder-Viertakt-90-Grad-V-Motor                          |                                                                                |                                                                                           | |
| Kurbelwelle querliegend                                                        |                                                                                |                                                                                           | |
| zwei obenliegende, zahnradgetriebene Nockenwellen (DOHC) je Zylinderbank       |                                                                                |                                                                                           | |
| vier über Kipphebel betätigte Ventile pro Zylinder                             | vier über Kipphebel betätigte Ventile pro Zylinder                             | vier über Tassenstößel betätigte Ventile pro Zylinder                                     | vier über Tassenstößel betätigte Ventile pro Zylinder                                               |
| Nasssumpfschmierung, Ölkühler                                                  |                                                                                |                                                                                           | |
| Bohrung × Hub: 70 × 48,6 mm                                                    |                                                                                |                                                                                           | |
| Hubraum: 748 cm³                                                               |                                                                                |                                                                                           | |
| Verdichtungsverhältnis: 10,5:1                                                 | Verdichtungsverhältnis: 11,0:1                                                 | Verdichtungsverhältnis: 11,0:1                                                            | Verdichtungsverhältnis: 11,0:1                                                                      |
| Nennleistung 100 PS (74 kW) bei 10500/min (offen 105 PS)                       | Nennleistung 100 PS (74 kW) bei 10500/min (offen 105 PS)                       | Nennleistung 100 PS (74 kW) bei 10000/min                                                 | Nennleistung: 98 PS (72 kW) bei 10000/min                                                           |
| Max. Drehmoment: 70,5 Nm bei 8500/min                                          | Max. Drehmoment: 74 Nm bei 9000/min                                            | Max. Drehmoment: 73 Nm bei 9500/min                                                       | Max. Drehmoment: 73 Nm bei 8000/min                                                                 |
| Gemischaufbereitung                                                            |                                                                                |                                                                                           | |
| Keihin Gleichdruckvergaser VDBOB ø 31,6 mm                                     | Keihin Gleichdruckvergaser VDJOA ø 34 mm                                       | Keihin Gleichdruck-Fallstromvergaser VDJ6A ø 34,1 mm (1993: 4x 36-mm-Gleichdruckvergaser) | Keihin Gleichdruck-Flachschiebervergaser VD35B ø 34 mm                                              |
| Elektrische Anlage                                                             |                                                                                |                                                                                           | |
| Batterie: 12 V/12 Ah                                                           | Batterie: 12 V/12 Ah                                                           | Batterie: 12 V/10 Ah                                                                      | Batterie: 12 V/10 Ah                                                                                |
| Drehstromlichtmaschine: 12 V / 350 Watt                                        | Drehstromlichtmaschine: 12 V / 335 Watt                                        | Drehstromlichtmaschine: 12 V / 374 Watt                                                   | Drehstromlichtmaschine: 12 V / 370 Watt                                                             |
| Kraftübertragung                                                               |                                                                                |                                                                                           | |
| hydraulisch betätigte Mehrscheiben-Ölbadkupplung                               |                                                                                |                                                                                           | |
| Sechsganggetriebe                                                              |                                                                                |                                                                                           | |
| Fahrwerk                                                                       |                                                                                |                                                                                           | |
| Brückenrahmen aus Alu-Profilen                                                 |                                                                                |                                                                                           | |
| Lenkkopfwinkel: 62,5 Grad                                                      | Lenkkopfwinkel: 62,5 Grad                                                      | Lenkkopfwinkel: 64 Grad                                                                   | Lenkkopfwinkel: 64 Grad                                                                             |
| Nachlauf: 108 mm                                                               | Nachlauf: 108 mm                                                               | Nachlauf: 100 mm                                                                          | Nachlauf: 99 mm                                                                                     |
| Telegabel mit einstellbarem Anti-Dive und Luftunterstützung, Standrohr ø 37 mm | Telegabel mit Anti-Dive und Luftunterstützung, Standrohr ø 41 mm               | Telegabel mit Kartuschendämpfer, Standrohr ø 41 mm                                        | Telegabel mit Kartuschendämpfer, Standrohr ø 41 mm, mit verstellbarer Federbasis                    |
| Zweiarmschwinge aus Leichtmetallprofilen                                       | Zweiarmschwinge aus Leichtmetallprofilen                                       | Einarmschwinge aus Leichtmetallguss                                                       | Einarmschwinge aus Leichtmetallguss                                                                 |
| Zentralfederbein über Hebelsystem angelenkt, mit verstellbarer Federbasis      | Zentralfederbein über Hebelsystem angelenkt, mit verstellbarer Federbasis      | Zentralfederbein über Hebelsystem angelenkt, mit verstellbarer Federbasis                 | Zentralfederbein über Hebelsystem angelenkt, mit verstellbarer Federbasis und Zugstufendämpfung     |
| Federweg: vorn 140 mm, hinten 115 mm                                           | Federweg: vorn 140 mm, hinten 115 mm                                           | Federweg: vorn 140 mm, hinten 130 mm                                                      | Federweg: vorn 130 mm, hinten 130 mm                                                                |
| Räder und Bremsen                                                              |                                                                                |                                                                                           | |
| Doppelscheibenbremse vorn mit Doppelkolbenbremssätteln, Bremsscheiben ø 276 mm | Doppelscheibenbremse vorn mit Doppelkolbenbremssätteln, Bremsscheiben ø 296 mm | Doppelscheibenbremse vorn mit Doppelkolbenbremssätteln, Bremsscheiben ø 296 mm            | Doppelscheibenbremse vorn mit Doppelkolbenbremssätteln, schwimmend gelagerte Bremsscheiben ø 296 mm |
| Scheibenbremse hinten mit Doppelkolbensattel, Bremsscheiben ø 256 mm           |                                                                                |                                                                                           | |
| Leichtmetallgussräder: vorn 2,50"×16", hinten 3,50"×18"                        | Leichtmetallgussräder: vorn 2,50"×17", hinten 3,50"×17"                        | Leichtmetallgussräder: vorn 3,50"×17", hinten 5,50"×17"                                   | Leichtmetallgussräder: vorn 3,50"×17", hinten 5,00"×17"                                             |
| Reifengröße: vorn 110/90 V 16, hinten 130/80 V 18                              | Reifengröße: vorn 110/80 V 17, hinten 140/80 V 17                              | Reifengröße: vorn 120/70 ZR 17, hinten 170/60 ZR 17                                       | Reifengröße: vorn 120/70 ZR 17, hinten 170/60 ZR 17                                                 |
| Abmessungen                                                                    |                                                                                |                                                                                           | |
| Radstand: 1480 mm                                                              | Radstand: 1480 mm                                                              | Radstand: 1470 mm                                                                         | Radstand: 1470 mm                                                                                   |
| Länge: 2175 mm                                                                 | Länge: 2175 mm                                                                 | Länge: 2180 mm                                                                            | Länge: 2100 mm                                                                                      |
| Breite: 730 mm                                                                 | Breite: 730 mm                                                                 | Breite: 700 mm                                                                            | Breite: 720 mm                                                                                      |
| Höhe: 1170 mm                                                                  | Höhe: 1185 mm                                                                  | Höhe: 1185 mm                                                                             | Höhe: 1185 mm                                                                                       |
| Bodenfreiheit: 135 mm                                                          | Bodenfreiheit: 135 mm                                                          | Bodenfreiheit: 130 mm                                                                     | Bodenfreiheit: 130 mm                                                                               |
| Gewichte und Füllmengen                                                        |                                                                                |                                                                                           | |
| Gewicht vollgetankt: 222 kg                                                    | Gewicht vollgetankt: 226 kg                                                    | Gewicht vollgetankt: 244 kg                                                               | Gewicht vollgetankt: 236 kg                                                                         |
| Zulässiges Gesamtgewicht: 402 kg                                               | Zulässiges Gesamtgewicht: 406 kg                                               | Zulässiges Gesamtgewicht: 429 kg                                                          | Zulässiges Gesamtgewicht: 429 kg                                                                    |
| Tankinhalt: 20 l                                                               | Tankinhalt: 20 l                                                               | Tankinhalt: 19 l                                                                          | Tankinhalt: 21 l                                                                                    |
| Fahrleistungen                                                                 |                                                                                |                                                                                           | |
| Höchstgeschwindigkeit: 235 km/h                                                | Höchstgeschwindigkeit: –                                                       | Höchstgeschwindigkeit: 239 km/h (lt. Brief)                                               | Höchstgeschwindigkeit: 239 km/h (lt. Brief)                                                         |
| Beschleunigung 0–100 km/h: 3,6 s                                               | Beschleunigung 0–100 km/h: –                                                   | Beschleunigung 0–100 km/h: 3,7 s*                                                         | Beschleunigung 0–100 km/h: 3,4 s*                                                                   |
| Durchzug 60–140 km/h: –                                                        | Durchzug 60–140 km/h: –                                                        | Durchzug 60–140 km/h: 10,7 s*                                                             | Durchzug 60–140 km/h: 12,4 s*                                                                       |
| * Quelle: motorradonline.de                                                    |                                                                                |                                                                                           | |